# Euophrys gambosa
Euophrys gambosa là một loài nhện trong họ Salticidae.
Loài này thuộc chi Euophrys. Euophrys gambosa được Eugène Simon miêu tả năm 1868.